# 크루스트필스시

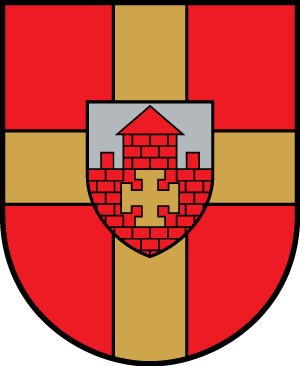
시 문장

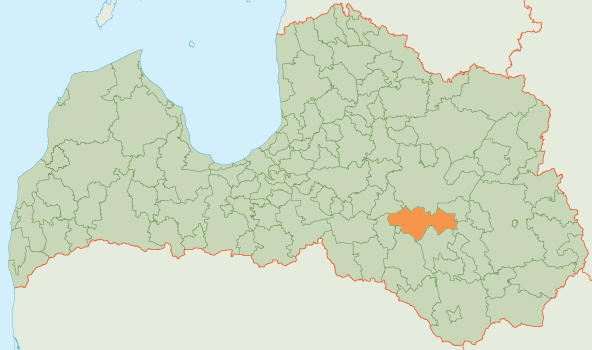
크루스트필스 시의 위치

크루스트필스시(라트비아어: Krustpils novads)는 라트비아의 지방 자치체로 행정 중심지는 예캅필스이며 면적은 812.2km2, 인구는 6,827명(2009년 기준), 인구 밀도는 8.4명/km2이다. 6개 교구를 관할한다. 행정 중심지인 예캅필스는 관할 구역 밖에 있다.